# Auckland Geddes
Sir Auckland Campbell Geddes (1879. június 21. – 1954. június 8.) skót származású brit politikus, diplomata, Geddes 1. bárója.

## Élete

### Ifjúkora
Egy skót mérnök fiaként született meg 1879-ben, feltehetően a család legelső gyermekeként. Öccse volt többek között Sir Eric Campbell Geddes is, aki szintén említésre méltó pályát futott be az Admiralitás első Lordjaként. Geddes felsőfokú tanulmányait a George Watson Egyetemen (George Watson's College) Edinburghban illetve az Edinburgh-i Egyetemen (Edinburgh University). Az utóbbi helyen orvosi diplomát szerzett, s később ezen a pályán helyezkedett el.
1906-ban megnősült felesége az ír-amerikai Isabella Gamble Ross lett, akitől később négy fia született.
A búr háborúk során részt vett a brit csapatok Dél-afrikai hadjárataiban, és igen szép katonai karriert futott be. Harcolt az első világháborúban is, ahol törzstisztből dandártábornokká léptették elő. Emellett pedig a Királyi Államtanács tagjává választották.

### Politikai pályafutása
Geddes igen lelkes konzervatív hírében állott. S az angol parlament tagjaként 1919 és 1920 között David Lloyd George kormányában mint kereskedelmi miniszter tevékenykedett. Ezen tisztségének betöltését követően elhagyta az angol parlamentet, ám Lloyd George kérésére elvállalta az Amerika nagykövete címet.
Az Egyesült Államokban eltöltött ideje alatt gyakran panaszkodott szemének folyamatos romlása miatt. Egy balesetben fél szemére, a későbbiekben pedig teljesen megvakult. Hazatérése után kapta meg a Geddes bárója címet, így a terület első bárója lett. Az 1920-as években visszavonult a politikától ám a második világháború alatt több szereplést is vállalt. A háborút követően végleg visszavonult.
Haláláig Kentben élt családjával, Frensham közelében.